# New Haven Challenger 1987
Il New Haven Challenger 1987 è stato un torneo di tennis facente parte della categoria ATP Challenger Series nell'ambito dell'ATP Challenger Series 1987. Il torneo si è giocato a New Haven negli Stati Uniti dal 10 al 16 agosto 1987 su campi in cemento.

## Vincitori

### Singolare
Darren Cahill ha battuto in finale  Dan Cassidy con il punteggio di 6–0, 6–3

### Doppio
Glenn Layendecker /  Glenn Michibata hanno battuto in finale  Gilad Bloom /  Brad Pearce con il punteggio di 3–6, 6–4, 6–2